# نایجل استین
نایجل استین (به انگلیسی: Nigel Stein) (زاده ۱۵ اکتبر ۱۹۵۵) کارآفرین، بازرگان و مدیر ارشد اجرایی بریتانیایی است، که در حال حاضر به‌عنوان مدیر عامل اجرایی شرکت جی‌کی‌ان فعالیت می‌کند.